# تنورة جلدية
التنورة الجلدية (بالإنجليزية: Leather skirt)‏ هي تنورة مصنوعة من الجلد. بالرغم من أن المادّة الجلدية هي مادة متينة، ولكن وجود أشكال وأنوع وموديلات عديدة هي أمر حتمي لمواكبة الموضة. وتظهر التنورات الجلدية في تشكيلة كبيرة من الأطوال والأساليب والموديلات.

## الأزياء
يتفاوت الاستعمال حسب التيارِ الذي يميل حسب الموضة، ومثال على ذلك أثناء االثمانينيات والتسعينيات كانت التنورات المصنوعة من الجلد مادة شعبية حسب موضة مشية القط catwalks وبدأت تتضاءل شعبيها في بدايات 2000 م.

## ملائمة
أي تنورة جلدية قصيرة قد تعتبر أكثر إثارة من تنورة قصيرة مكافئة من المادّة الأخرى، وهكذا كانت مناسبة أكثر إلى الخروجات الليلية منها كملابس مكتب أو عمل رسمي. أي تنورة جلدية طويلة قد تبدو محترفة وأنيقة بدون نظرة مثيرة جداً أثناء الدوام الرسمي.

## ثقافة ثانوية
الملابس الجلدية، بضمن ذلك التنورات، تلقى استعمالاً ورواجاً في الثقافة القوطية.

## النوع
مثل التنورات الأخرى في الثقافة الغربية التي تُلبَس تقريباً بشكل خاص من قبل النساء، لكن هناك حركات تكافح من أجل جعل التنورة الجلدية مقبولة للملابسِ اليومية من قبل الرجال.

## أساليب التنورة الجلدية
- الفستان القصير الجلدي.
- تنورة طول الركبة الجلدية.
- تنورة جلدية طويلة.
- تنورة الجلد الملفوفة.
- تنورة العقال الجلدية.
- تنورة الجينز jean الجلدية.
- التنورة الجلدية.